# Robert Wyness Millar
Robert Wyness Millar (Falkirk, Escócia, 10 de Abril de 1876 - Evanston, Illinois, EUA, 10 de Fevereiro de 1959) foi um jurista, advogado e professor de direito, nascido na Escócia. 

## Biografia
Aos dez anos de idade, emigrou da Escócia com sua família para Chicago, nos Estados Unidos, onde realizou seus estudos primários. Formou-se pela Faculdade de Direito da Universidade_Northwestern, em 1897. Após passar alguns anos praticando a advocacia em Chicago, sentiu-se atraído pelo ensino do direito, e por oito anos foi professor em meio período da Faculdade de Direito John Marshall - cargo que viria a resignar para aceitar uma nomeação parecida na Universidade Northwestern. 
Millar juntou-se à John Henry Wigmore, Roscoe Pound, Albert Kocourek, e outros indivíduos cujos nomes iriam dominar os horizontes da faculdade de direito. Wigmore, o reitor e diretor intelectual do grupo, planejava um programa ambicioso de bolsas produtivas para seu corpo docente, que iria, em seus campos respectivos, moldar o desenvolvimento do direito da mesma forma que o trabalho monumental de Wigmore moldou as leis de evidência. Millar foi incorporado a um clima acadêmico intelectualmente estimulante e se animou com o desafio à sua frente.
Sua contribuição inicial foi uma monografia sobre processos da Common law, considerada uma das obras mais simplificadas sobre um assunto tão complexo, publicada em 1912. Suas raras habilidades linguísticas o qualificaram eminentemente para trabalhar no direito comparado, ao qual passou a se dedicar. Em 1914, sua tradução do livro “Criminologia”, de Garofalo, foi publicada na Série de Ciências Criminais Moderna. No ano seguinte, retirou-se da prática da advocacia para ter mais tempo para pesquisar e escrever, e aceitou uma nomeação na Faculdade de Direito da Universidade Northwestern. Trabalhou durante algum tempo em sua contribuição à Série de Direito Criminal Continental, em 1916. Sua carreira foi interrompida pela Primeira Guerra Mundial, quando serviu na Divisão do Excército da Advocacia Geral. Após ser promovido sucessivamente, atingiu o posto de Coronel, título que seus colegas e alunos continuaram a chamá-lo afetivamente pelo resto de sua vida. Foi durante este período que casou-se com Anne George, uma jovem que construía na área da pedagogia uma carreira tão distinguida quanto a sua própria.

## Obras
Em 1952, publicou Civil Procedure of the Trial Court in Historical Perspective (Perspectiva Histórica de Processos Civis nos Tribunais de Primeira Instância), considerado por muitos sua mais importante obra, na qual ele utilizou uma sabedoria católica do direito adjetivo combinada com uma facilidade em história jurídica que o permitiu traçar o desenvolvimento de vários aspectos dos processos estadunidenses à suas origens obscuras ou desconhecidas. 
Era tão conhecido fora dos Estados Unidos quanto dentro deles. Durante anos trocou correspondências com acadêmicos Europeus e Latino-americanos que dividiam seus interesses em processos civis comparados, e fortificou suas relações com vários acadêmicos Europeus durante visitas pessoais pelo continente. Por via de suas obras, contribuiu generosamente ao trabalho de vários grupos acadêmicos fora dos Estados Unidos. Foi honrado como membro de várias sociedades acadêmicas pelo mundo, incluindo a Stair Society da Escócia, a Associação Italiana de Estudos de Processo Civil (Associazione Italiana fra gli Studi del Processo Civile), o Instituto Espanhol de Direito Procesual, e a mais rara honra de todas, a Accademia Nazionale dei Lincei, também da Itália. 
Durante anos manteve um forte interesse pelos processos civis da Luisiana, uma mistura do Direito Europeu com o Anglo-Americano. Suas obras fizeram mais do que um apelo acadêmico; ofereciam assistência ao juiz ou advogado na solução de problemas práticos. Seus artigos na Louisiana Law Review (Revista de Direito da Louisiana) e na Tulane Law Review (Revista de Direito de Tulane) esclareceram áreas processuais até então confusas ou desconhecidas. Sua última monografia, uma festscrift a um próximo amigo e processualista eminente, publicado em 1958 em “2 Scritti Giuridici In Memoria di Piero Calamandrei” (Duas Obras Jurídicas em Memoria de Piero Calamandrei), uma exposição primordial das origens e do desenvolvimento de procedimentos executórios na Louisiana. O trabalho de Millar em processos civis comparados apontava uma necessidade urgente, e a viabilidade de uma completa revisão do Direito Processual da Louisiana. A percepção foi feita em um momento particularmente oportuno. A renascença do interesse profissional na herança civil do estado foi seguido da criação do Instituto de Direito Estadual da Louisiana em 1938 como a agencia oficial de pesquisa e reforma jurídica do estado. Em 1950, o instituto começou a trabalhar no Código de Processos Civis da Louisiana. Foi um trabalho que Millar seguia com um profundo interesse, e do qual teria participado ativamente se sua fragilizada saúde o permitisse. Algumas indicações de suas contribuições estão registradas nas numerosas citações de suas obras nos comentários do projeto do novo código. A extensão completa de suas contribuições, porém, está apenas evidenciada pela grande quantidade de relatórios e edições mimeografadas, que contém excertos de seus trabalhos. Curiosamente, a codificação que tanto lucrou das pesquisas e ensinamentos de Robert Wyness Millar foi completado apenas alguns dias antes de sua morte. 